# 舊金山同志驕傲大遊行

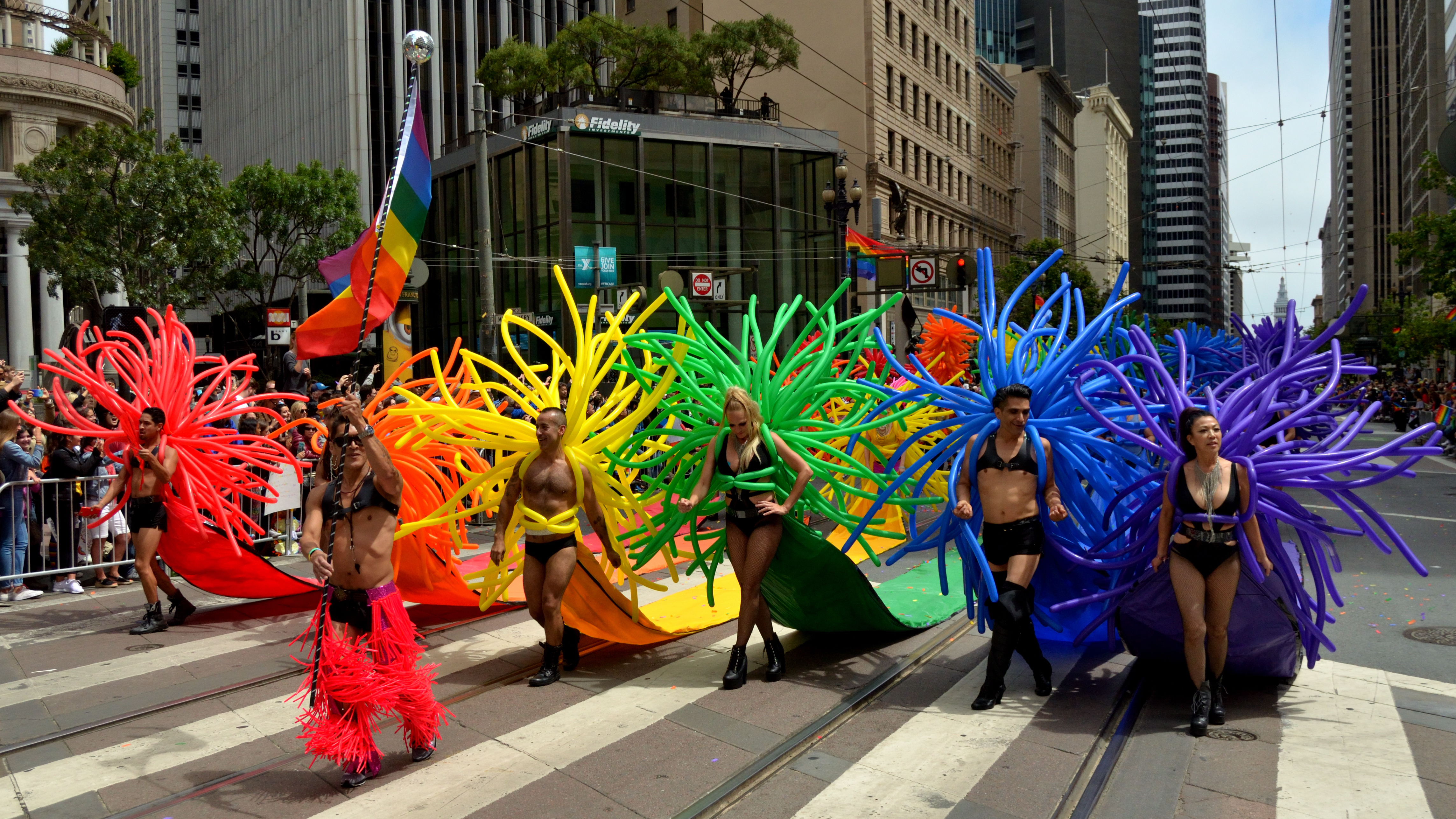
2017年一瞥

舊金山同志驕傲大遊行，簡稱為舊金山同志大遊行，是世界上最著名的同志驕傲遊行之一。每年六月的第四個星期日，在舊金山市區的市場街便會舉行同志大遊行，不僅舊金山市區裡的男同志、女同志、雙性戀者、非同志，甚至來自全美或全世界的同志及對同志友好的人一起狂歡的盛典。在遊行前，會在卡斯楚區附近的雙子峰山上，掛起巨大的倒粉紅三角旗幟，而在游行前一晚的週末，卡斯楚區更會進行愛心捐贈封街活動，整個夜晚有許多的DJ和酒吧在現場播放音樂，沿街的店家燈火通明，路上滿是飲酒狂歡的人，封街狂歡會在午夜前結束，讓人們好準備第二天一早的遊行。
周日上午10點半開始的遊行，主要是沿著舊金山市區主要道路市場街而行，每年遊行都由1000位女同志騎著重型機車作為開路，稱之為「Dykes on Bikes」，緊接著是由男同志騎著腳踏車的隊伍進場，稱之為「Mikes on Bikes」，每年都有超過兩百個隊伍參加，遊行在市政廳前作為終點，當然在終點處還有盛大的園遊會和相關表演活動，每年的遊行，為舊金山吸引數百萬的觀光人潮，早已是舊金山最熱門的觀光活動之一。

## 舊金山國際同志電影節
此外，每年在六月份，也即是同志驕傲月，舊金山也會舉辦舊金山國際同志電影節，這是目前全球歷史最悠久、規模最盛大的同志影展。起源於1977年兩位住在舊金山的同志，丹尼爾·尼可拉塔和馬可·胡斯迪斯公開播放自己拍攝的記錄片開始。舊金山國際同志電影節所有參展的影片，將會分別在全全著名的同志聚落，卡斯楚區的卡斯楚戲院、荷伯斯特戲院及歐巴布也納藝術中心劇場放映。

## 另見
- 同性戀自豪日